# Fiorella Ferrari
Fiorella Ferrari (ur. 7 października 1971) – włoska lekkoatletka, płotkarka i sprinterka.
Reprezentantka kraju, medalistka mistrzostw Włoch.